# Hokuzan
Hokuzan (北山) foi um dos três reinos que existiram em Okinawa, no século XIV. Okinawa, anteriormente controlada por um número de chefaturas locais ou senhores e se dividiu em três reinos em pouco tempo após 1314, iniciando o Período Sanzan, que terminaria quando o Rei Shō Hashi de Chūzan conquistou Hokuzan em 1416 e Nanzan em 1429.

## História
Hokuzan foi fundado em 1314, quando Tamagusuku herdou de seu pai, Eijin o papel de chefe de toda Okinawa. Ele não possuía o carisma ou as qualidades de liderança para manter a lealdade dos outros senhores, então o senhor de Nakijin, um poderoso chefe local, foi para o norte junto de alguns chefes menores leais a ele e se estabeleceu no Castelo de Nakijin. Outro chefe poderoso se realocou para o sul e estabeleceu o Reino de Nanzan, deixando sob o controle de Tamagusuku apenas a parte central da ilha, que se tornou o reino de Chūzan.
Apesar de Hokuzan ser o maior dos três reinos, era também o mais pobre e mais esparsamente habitado. Muito de seu território era selvagem e seus poucos vilarejos que praticavam agricultura e pesca eram mais primitivos do que os dos outros reinos. O Castelo de Nakijin se localizava na península de Motobu e suas ruínas indicam o desenvolvimento de uma comunidade relativamente grande à sua volta, que incluía residências para os vassalos do rei e três santuários (拝所 uganju).
Além de suas deficiências na agricultura e na pesca, Hokuzan sofria da desvantagem de não ter um porto que pudesse competir com o de Naha. Apesar disso, o reino mantinha relações comerciais com vários outros estados da região, incluindo Java, Sumatra e o Reino de Ayutthaya. Chūzan iniciou uma relação tributária com a China da Dinastia Ming em 1372 e ambos Hokuzan e Nanzan foram concedidos um status comercial similar pouco tempo depois.
Durante os ~30 anos seguintes, apenas nove missões tributárias foram enviadas de Hokuzan para a China; Nanzan enviou dezenove e Chūzan, cinquenta e duas.

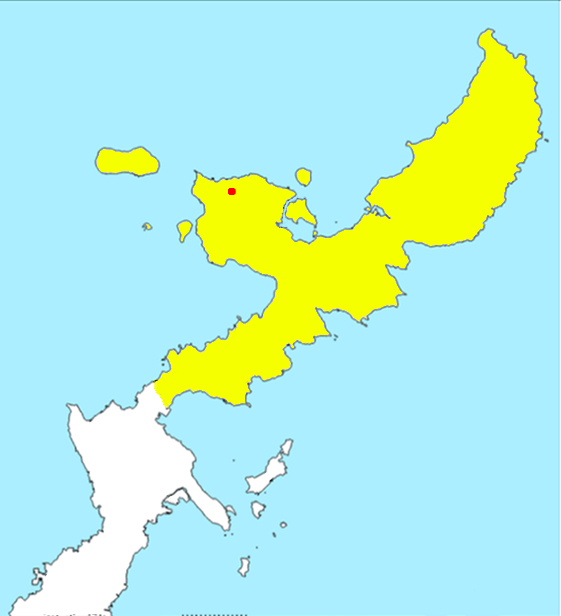
Território aproximado de Hokuzan com a capital, Nakijin, em vermelho

Mais ou menos vinte anos depois, nos anos 1390, os reis dos três reinos faleceram e disputas de sucessões surgiram por toda a ilha. A China anteriormente reconhecia apenas um chefe de estado em Okinawa, mas os três reinos enviaram emissários e competiram pelo prestígio, poder e riqueza que viriam com o favor da China; nenhuma resposta veio da China durante onze anos. Em 1406, Bunei, rei de Chūzan, foi formalmente investido em sua posição por representantes da corte Ming; os reis de Hokuzan nunca tiveram esse privilégio.

Apesar de suas desvantagens políticas e econômicas, Hokuzan era uma ameaça significativa para Chūzan, militarmente, desde sua fundação. Porém, nos anos 1410, disputas entre os vassalos do rei de Hokuzan enfraqueceram o reino e em 1416, Chūzan viu a oportunidade de atacar após três desses vassalos (anji) desertarem. Após uma defesa feroz, o castelo de Nakijin foi conquistado e o rei e seus vassalos mais próximos se suicidaram. Shō Hashi, rei de Chūzan, nomeou seu irmão como Guardião de Hokuzan em 1422, uma ocupação que seria mantida por vários anos e que possuía pouco poder propriamente dito, mas servia para manter a ordem no norte.